# Cymothoa asymmetrica
Cymothoa asymmetrica är en kräftdjursart som beskrevs av Pillai 1954. Cymothoa asymmetrica ingår i släktet Cymothoa och familjen Cymothoidae. Inga underarter finns listade i Catalogue of Life.